# Paparazzi (album)
Paparazzi – szósty album zespołu De Mono, wydany 6 grudnia 1997 roku.

## Lista utworów
1. Paparazzi
2. Tajna miłość
3. Może to o nas
4. Ciągle niedostępna
5. Jak nóż
6. Głosy które znamy
7. Nie odpływaj mi w ten deszcz
8. Mechaniczny szept
9. Kiedy byłaś blisko mnie
10. Miłość jak czereśnie
11. Ludzie muszą tęsknić

## Single
1. Paparazzi
2. Tajna miłość

## Twórcy
- Muzyka: Andrzej Krzywy, Robert Chojnacki, Wojciech Wójcicki
- Teksty: Marek Kościkiewicz, Robert Kurpisz, Jacek Cygan

### Wykonawcy
- Andrzej Krzywy - wokal
- Robert Chojnacki - saksofon altowy, sopranowy i flet sopranino
- Piotr Kubiaczyk - gitara basowa
- Dariusz Krupicz - perkusja
- Sławomir Szymański - instrumenty klawiszowe